# Bratrstvo nesmrtelných
Bratrstvo nesmrtelných (v anglickém originále Infinite, česky též Nekonečný), je americký akční sci-fi film z roku 2021 režiséra Antoina Fuquy, se scénářem Iana Shorra podle románu The Reincarnationist Papers od D. Erica Maikranze. V hlavních rolích se představili Mark Wahlberg, Chiwetel Ejiofor, Sophie Cookson, Jason Mantzoukas, Rupert Friend, Toby Jones a Dylan O'Brien.

## Děj
Evan McCauley (Mark Wahlberg) od mládí trpí halucinacemi a má vzpomínky na události, které se v jeho současném životě nikdy nestaly. Je diagnostikován se schizofrenií a žije na okraji společnosti. Při pokusu prodat ručně vyrobený meč je zadržen policií, ale vyslýchá jej muž jménem Bathurst (Chiwetel Ejiofor), který tvrdí, že se s Evanem už v minulosti setkal. Bathurst patří k tajnému řádu lidí nazývaných „Infinites“, kteří se po smrti znovu rodí a uchovávají si vzpomínky a schopnosti z předchozích životů.
Infinites jsou rozděleni na „Věřící“ (Believers), usilující o ochranu lidstva, a „Nihilisty“ (Nihilists), vedené Bathurstem, kteří chtějí ukončit cyklus reinkarnace pomocí zařízení zvaného „Vajra“ – zbraně schopné zničit veškerý život na Zemi, čímž by reinkarnace skončily. Bathurst se snaží Vajru získat, ale její poslední známé umístění zná pouze Heinrich Treadway – Evanova minulá inkarnace.
Evan je z Bathurstova zajetí vysvobozen Norou Brightman (Sophie Cookson), členkou Věřících, a odveden do jejich sídla. Tam postupně prochází tréninkem a snaží se znovu vybavit vzpomínky ze svého předchozího života. S pomocí ostatních členů odhalí, že Vajra byla ukryta uvnitř jeho minulého těla, pohřbeného v nepřístupném místě. Bathurst však k zastavení Evana použije speciální kulku, která dokáže uvěznit duši člověka a zabránit jeho reinkarnaci.
Po sérii střetů včetně automobilových honiček a leteckého souboje se Evanovi podaří Vajru získat dříve než Bathurst. V závěrečném boji na palubě letadla Evan Bathursta porazí a zařízení zničí. Krátce nato zahyne, ale reinkarnuje se do nového těla, přičemž si uchová všechny své vzpomínky, a znovu se setká se svými spolubojovníky Věřícími.

## Obsazení
| Mark Wahlberg    | Evan McCauley                                  |
| Dylan O'Brien    | Heinrich Treadway, Evanova předchozí inkarnace |
| Chiwetel Ejiofor | Ted Bathurst v současnosti                     |
| Rupert Friend    | Ted Bathurst v roce 1985                       |
| Sophie Cookson   | Nora Brightman                                 |
| Jason Mantzoukas | Artisan                                        |
| Toby Jones       | Bryan Porter                                   |

## Uvedení a přijetí
Film měl původně ohlášenou distribuční kinopremiéru na 7. srpna 2020. Kvůli pandemii covidu-19 byla zprvu odložena na 28. května 2021 a poté na 24. září téhož roku, když jej v květnovém termínu nahradil snímek Tiché místo: Část II. Dne 6. května 2021 studio Paramount Pictures kinodistribuci snímku zrušilo a rozhodlo jej přesunut na digitální platformu Paramount+, kde premiéra proběhla 10. června 2021. Na blu-ray a DVD film vydala 17. května 2022 společnost Paramount Home Entertainment.
Film byl kritikou přijat převážně negativně. Na recenzním agregátoru Rotten Tomatoes získal pouze 17 % pozitivních hodnocení z celkových 83 recenzí (ke 14. srpnu 2025) a Metacritic mu na základě 27 recenzí přiřadil skóre 28/100 – („obecně nepříznivé“ / Generally Unfavorable). Recenzenti kritizovali zejména scénář, herecké výkony a derivativní (odvozenou) povahu filmu. Ty Burr z The Boston Globe uvedl, že film je „blaženě nesouvislý a podivně generický, jako by byl sestaven z náhradních dílů jiných filmů a slepen kaskadérskými kousky“. David Rooney z The Hollywood Reporter označil film za „bezduchou slátaninu“ s „naprosto nevýrazným“ výkonem Marka Wahlberga. Peter Debruge z Variety přirovnal film ke „kombinaci Matrixu a Old Guard: Nesmrtelní“. Robert Daniels z RogerEbert.com mu dal hodnocení 0,5/4 a označil jej za „nejhorší film Fuquovy kariéry“.
Film získal tři nominace na Zlatou malinu v kategoriích Nejhorší film, Nejhorší herec (Mark Wahlberg) a Nejhorší herečka ve vedlejší roli (Sophie Cookson), ačkoli žádnou neproměnil.
V české televizní či digitální distribuci byl snímek uveden pod názvem Bratrstvo nesmrtelných ještě před premiérou však o něm bylo referováno také pod překladovým názvem Nekonečný, s nímž jej uvedl mimo jiné Netflix (též Nekoneční).